# Springfield (Nowy Jork)
Springfield – miasto w Stanach Zjednoczonych, w stanie Nowy Jork, w hrabstwie Otsego.